# Capronia acutiseta
Capronia acutiseta är en lavart som beskrevs av Samuels 1987. Capronia acutiseta ingår i släktet Capronia och familjen Herpotrichiellaceae.  Arten är reproducerande i Sverige. Inga underarter finns listade i Catalogue of Life.